# Вальмовая крыша

Вальмовая крыша. Треугольный элемент — вальма

Ва́льмовая кры́ша — вид крыши с четырьмя скатами, причём торцовые скаты имеют треугольную форму (называются «вальмы») и простираются от конька до карниза. Два других ската трапецеидальной формы. Благодаря своей конструкции крыша очень практична в плане схода с неё осадков, однако в то же время в силу технологических особенностей является самой сложной в исполнении и делается, как правило, только специализированными строительными работниками.

## Виды вальмовых крыш
- полувальмовые крыши — вбирают в себя элементы обычной двухскатной крыши и вальмовой крыш. Внешней особенностью такой крыши является отсутствие острых углов, а функциональной — хорошая устойчивость к сильным ветрам. Особенностью полувальмовых крыш является также наличие более крутых скатов и небольших навесов в регионах с обильными снегопадами и более пологих скатов и больших навесов в менее снежных регионах.
- шатровые крыши — одна из разновидностей вальмовых крыш, характерной особенностью которой является возможность установки на дома, в основе которых находится правильный прямоугольник или квадрат. В отличие от обычных вальмовых крыш все четыре стороны имеют треугольную форму и внешне похожи на пирамиды. Так же, как и все вальмовые крыши, шатровые весьма сложны в техническом исполнении в силу технологических особенностей.